# Suchotraw twardy
Suchotraw twardy (Sclerochloa dura (L.) P. Beauv.) – gatunek roślin z rodziny wiechlinowatych (Poaceae). Występuje od Europy i północno-zachodniej Afryki na zachodzie po Chiny na wschodzie. Został także zawleczony do Ameryki i Australii. W Polsce jest gatunkiem rzadkim; rośnie na kilku stanowiskach we wschodniej i południowej części kraju. Na liście flory krajowej z roku 2020 uznany za gatunek introdukowany.

## Morfologia

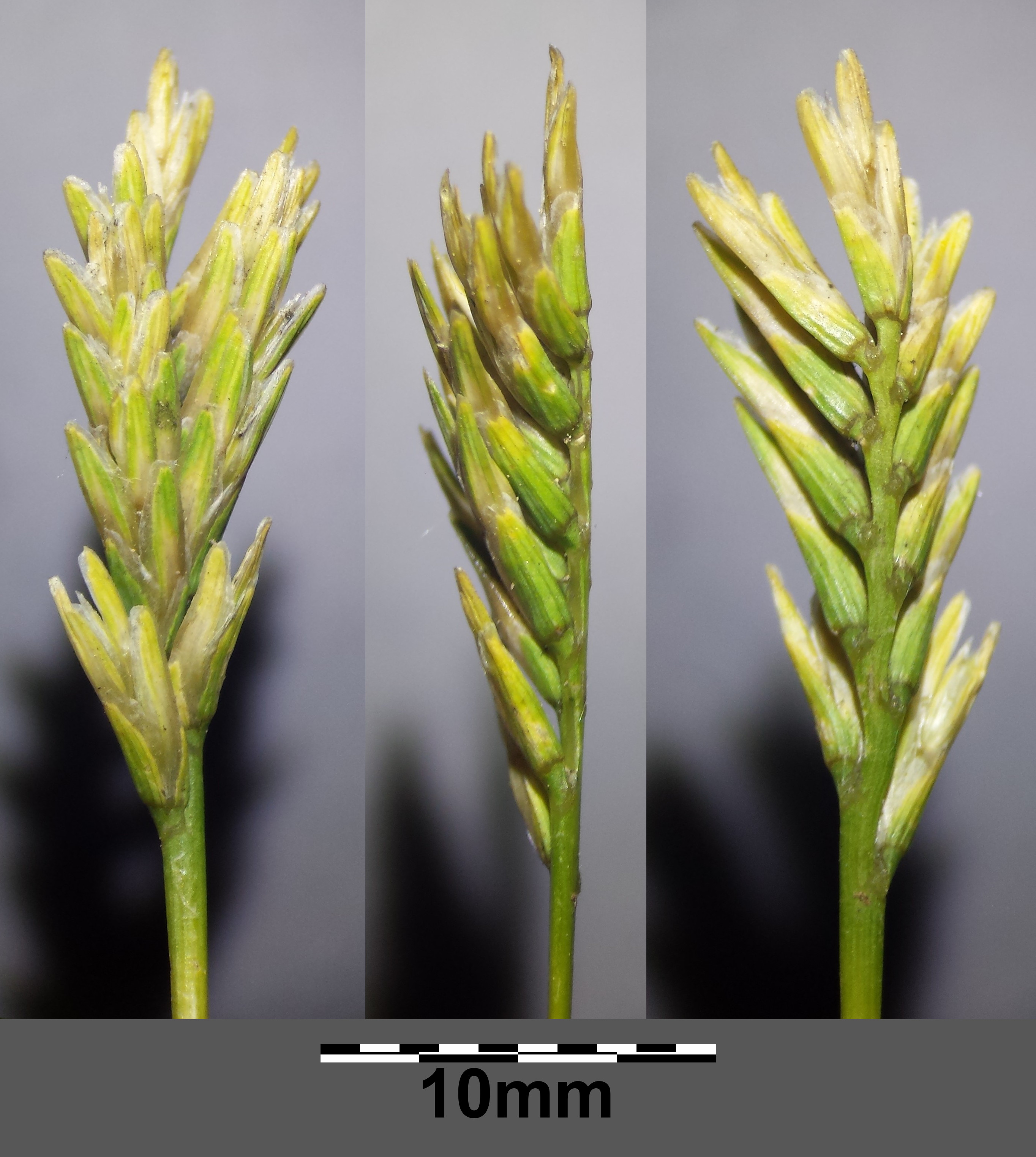
Kłoski

PokrójDrobna, rozesłana po ziemi trawa.
ŁodygaŹdźbło do 15 cm wysokości, ulistnione.
LiściePłaskie, szorstkie na brzegu. Pochwy liściowe u najwyższych liści wzdęte.
KwiatyZebrane w kłoski, te z kolei zebrane w grubą, kłosokształtną wiechę długości 2–3 cm. Plewa dolna jajowata, 3-nerwowa. Plewa górna podłużnie lancetowata, 7–9-nerwowa, dwa razy dłuższa niż dolna. Plewka dolna podłużnie lancetowata, chrząstkowata.

## Biologia i ekologia
Bylina. Rośnie na polnych drogach. Kwitnie w maju. Liczba chromosomów 2n = 14.

## Zagrożenia
Roślina umieszczona na Czerwonej liście roślin i grzybów Polski (2006) w grupie gatunków rzadkich, potencjalnie zagrożonych (kategoria zagrożenia R). W wydaniu z 2016 roku otrzymała kategorię VU (narażony).
Znajduje się także w Polskiej czerwonej księdze roślin w kategorii VU (narażony).